# 역대보안
역대보안(歷代寶案 일본어: れきだいほうあん)은 류큐 왕국의 외교활동 기록을 모은 한문 사서이다. 현재까지 남아 전하는 것은 전 262권, 목록 4권, 별집(別集) 4권이다.
역대보안에서 다루고 있는 류큐의 주요 외교 상대국은 중국(명,청),조선,섬라국(태국 아유타와 왕조를 일컬음),안남(베트남),파규국(爪哇;자바 마자파힛 왕국),구항(舊港;수마트라 팔렘방에 있었던 화교왕국),말라카 왕국, 파타니 왕국(말레이 반도에 있던 왕국)등이며 기록기간은 1424년~1867년이다. 원본은 흩어져 소실되었고(간토대지진과 2차세계대전등에서 피해) 현존하는 것은 사본등을 모아 재구성한 것이다.
대중국 기록이 가장 많고, 그 다음으로 지리적으로 인접한 동남아시아 각국에 대한 기록이 많다.